# Kap Conway
Kap Conway ist ein Kap, das den südwestlichen Ausläufer von Snow Island im Archipel der Südlichen Shetlandinseln bildet.
Der britische Seefahrer Henry Foster benannte das Kap im Zuge der Forschungsfahrt mit der HMS Chanticleer (1827–1831). Namensgeber ist die HMS Conway, auf dem Foster in der Royal Navy gedient hatte.